# Aéroport de Dang
L'aéroport de Dang (code IATA : DNP • code OACI : VNDG) est un aéroport desservant la ville de Tulsipur, dans le district de Dang (Népal). Il est parfois appelé aéroport de Tarigaun.

## Installations
Il possède une unique piste en asphalte longue de 832 mètres orientée 16/34.

## Situation
L'aéroport se situe à 640 mètres d'altitude. 
| \| 100 km1:3 095 000 \| Bajura Bhadrapur Bhâratpur Bhojpur Biratnagar Dhangadhi Dolpa Janakpur Jomsom Jumla Katmandou Lamidanda Lukla Manang Meghauli Nepalganj Phaplu Pokhara Ramechhap Rukumkot Rumjatar Simara Siddharthanagar Simikot Surkhet Talcha Taplejung Thamkharka Tumlingtar Dang |
| 100 km1:3 095 000 |